# 許嶽
許嶽（1519年—1589年），字子峻，號少崖，浙江杭州府錢塘縣人，民籍，明朝政治人物。

## 生平
嘉靖二十二年（1543年）癸卯科浙江鄉試第六十二名舉人，二十九年（1550年）中式庚戌科會試第一百九十五名，二甲第五十五名進士。授南京工部主事，升員外郎，出為河南按察司僉事，謫德安府同知，調荊州府同知，隆慶元年（1567年）升常州府知府，萬曆元年（1573年）任梧州府知府，四年（1576年）五月升廣東按察司副使，十七年（1589年）卒。

## 家族
曾祖許昌，號瑞菴；祖父許澗，號後峰，壽官；父許桂（1482年-1557年），字時芳，號秋崖，封南京工部員外郎。前母沈氏；母顧氏（封安人）。具慶下。兄許㠐。